# Parachondrostoma
Parachondrostoma és un gènere de peixos de la família dels ciprínids i de l'ordre dels cipriniformes.

## Taxonomia
- Parachondrostoma arrigonis (Steindachner, 1866)[3]
- Parachondrostoma miegii (Steindachner, 1866)[4]
- Parachondrostoma toxostoma (Vallot, 1837)[5]
- Parachondrostoma turiensis (Elvira, 1987)[6][7][8]